# 清格爾泰
清格爾泰（1924年6月12日—2013年12月27日），男，蒙古族，內蒙古赤峰人，中國蒙古語族、满—通古斯语族語言學家、蒙古语文教育家。第三、四届内蒙古自治区人民代表大会代表，第四、五届全国人民代表大会代表，第六、七届全国人民代表大会常务委员会委员。曾任内蒙古大学语言文学系语言教授，国际蒙古学协会副主席、匈牙利东方学会名誉会员、中国民族语言学会副会长、内蒙古国际文化交流中心副理事长。

## 生平
民国时期，1924年他生於熱河省卓索圖盟喀喇沁中旗（今赤峰市寧城縣小城子镇柳树营子村）。1933年，日軍通過熱河戰役，將熱河省併入滿洲國。在日本統治下長大後，於1940年從归绥蒙古學院畢業。1941年至1945年间，留學日本。首先在東京工業大學，但因往返路程较远，且正值二战美军地毯式轰炸日本本土的时期，所以他选择转到仙台市的东北帝国大学理學部继续学习。
返回中國後，1946年任内蒙古自治学院教员，参加革命活动，主持编辑内蒙古自治区的《内蒙古日报》，担任内蒙古自治区共产党党委秘书。
建国后，担任内蒙古宣传部编译科科长及内蒙古文字改革委员会副主任。而后相继在内蒙古军政大学、中国科学院少数民族语言研究所授课，并进行语言研究工作。1973年至1984年任内蒙古大学副校长，後为內蒙古大學教授。

## 專著
- 《蒙文文法》（1949年烏蘭浩特蒙文版、1963年紐約英文版）
- 《現代蒙語語法》（1980年蒙文版）
- 《契丹小字研究》（1985年，刘凤翥、陈乃雄、于宝林、邢复礼合著）
- 《土族語話語材料》（1988年）
- 《土族語和蒙古語》（1991年）
- 《蒙古語語法》（1991年）

## 学术论文
- “中国蒙古语族语言及其方言概述”
- “关于蒙古语动词”
- “蒙古语语音系统”
- “中国蒙古语方言的划分”
- “土族语动词特点”
- “满洲语口语语音”
- “关于元音和谐律”
- “蒙古语族语言中的音势结构”
- “契丹小字中的动词附加成分”
- 等等学术论文六十余篇。